# Eduard Seidler
Eduard Seidler (Mannheim, 20 de abril de 1929 - 7 de dezembro de 2020) foi um historiador da medicina alemão. É reconhecido principalmente por suas investigações sobre a medicina durante a época nazista.

## Condecorações
- Medalha Cothenius 2009
- Medalha Paracelso 2010